# Gheorghe Tătărescu
 Gheorghe Tǎtǎrescu, surnommé Guță Tătărescu (né le 22 décembre 1886 à Târgu Jiu, mort le 28 mars 1957 à Bucarest) est un homme politique roumain. Il est président du Conseil des ministres du Royaume à deux reprises, de janvier 1934 à décembre 1937 puis de novembre 1939 à juillet 1940.

## Biographie

### Jeunesse
Né à Târgu Jiu en décembre 1886 de Nicolae, général de l'Armée roumaine et de son épouse, Speranța. Son père, connaît une carrière militaire brillante, ayant notamment combattu durant la conquête de Plevna en 1877 en tant que volontaires étrangers durant la Guerre russo-turque. Gheorge doit son prénom à son grand-père paternel.
Tǎtǎrescu étudie à l'Université nationale Carol I (en) de Craiova où il obtient une licence de droit. Il part ensuite en France où il est diplômé en 1912 de l'Université de Paris d'un doctorat portant sur les sciences juridiques avec une thèse intitulé :  Le régime électoral et parlementaire en Roumanie. Dans cette thèse qui s'apparente à un essai politique, il critique le système politique actuel en Roumanie : « Cinquante ans après la Constitution de 1866, la vie et le pouvoir politique sont presque exclusivement entre les mains des classes privilégiées [...] pour en finir avec le mensonge parlementaire, il faut en finir avec le mensonge sur les élections. La réorganisation du système électoral, c'est par là qu'il faut commencer ». Il rentre par la suite dans son pays natal et exerce en tant qu'avocat et se lance dans le journalisme avec des magazines comme Sămănătorul. Il devient en 1918 directeur du journal Cuvântul Gorjului où il écrit « la superficialité, l'incompétence, l'incapacité, le manque de conscience se sont avérés être les facteurs dominants dans le travail de toutes les branches de l'État, empoisonnées par la politique et son compagnon inséparable, le favoritisme ». En 1916, il se marie avec Aretia Piteșteanu, membre d'une famille noble roumaine.
En parallèle, Tǎtǎrescu est officier de réserve dans l'Armée roumaine et est contraint de partir au combat lors de la Deuxième guerre balkanique en 1913 où il est affecté à la réserve du 18e Régiment d'infanterie car il souffre de problèmes de santé. Pourtant, le jeune homme âgé de 27 ans refuse cette mutation et prend la tête de la 16e compagnie. En 1918, il déclare : « je n'ai jamais revendiqué et je ne revendique pas de titres de gloire ou d'héroïsme, je ne reconnais aucun mérite particulier, mais je suis conscient que dans diverses situations où j'avais la confiance de mes chefs, j'ai fait mon devoir pleinement et peut-être même plus que cela ».
Un de ses frères, le Colonel Ștefan Tătărescu, est le dirigeant du Parti national socialiste roumain, parti nazi actif durant les années 1930.

### Début en politique
En 1919, il est élu à la Chambre des députés roumaine avec le Parti national libéral dans sa circonscription de Județ de Gorj. Tǎtǎrescu s'était rapidement fait remarqué après son intégration au partie en 1912 par sa perspicacité et sa combativité.
Tǎtǎrescu se fait remarqué à l'échelle nationale en 1924 lors de l'épisode du soulèvement des Tatars de Bunar. Cette insurrection dans le sud de la Bessarabie est organisé par des agents de l'Internationale communiste, dirigés depuis Moscou, dont l'objectif était d'étendre la révolution bolchevique vers l'ouest en créant une république soviétique sur le territoire de la Roumanie. Tǎtǎrescu adresse alors un discours au Parlement et se dresse en tant que défenseur de la démocratie.

#### La crise de succession
En 1927, Ferdinand Ier meurt et lègue son pouvoir à son petit-fils, Michel, âgé de seulement 6 ans et non pas à son fils, Carol. Un an auparavant, il déclarait au journal Adevărul que les partisans de Carol sont : « une longue lignée d'aventuriers ; étrangers ou aliénés de leur nation, naufragés de la vie à la recherche d'un horizon d'espoir ».
Tǎtǎrescu représente alors le mouvement des « jeunes libéraux » par ses prises de position. En 1930, il affirme que « chaque parti devra s'empresser de promouvoir la jeunesse qui, élevée et formée dans l'atmosphère d'une Roumanie unie, apportera à la vie politique non seulement l'énergie créatrice et l'enthousiasme de la jeunesse, mais aussi la contribution de conceptions politiques caractérisées par des idées moins égoïstes ». Il gagne alors de plus en plus de pouvoirs et d'influence au sein de son parti. En 1930, Gheorghe I. Brătianu est exclu du parti et fonde son propre parti, proche des monarchistes roumains. Pourtant avec la mort de Vintilă Brătianu, symbole des « vieux libéraux », fin 1930 le pouvoir de la famille Bratianau est fortement affaiblie. Seulement quelques jours après sa mort, Tătărescu est nommé secrétaire général du parti et les « jeunes libéraux » sortent vainqueurs de cette querelle. Ainsi, l'on assiste à un changement historique dans la politique du PNL qui devient alors plus libérale sur le plan économique et plus autoritaire sur le plan politique.

### Premier mandat de premier ministre (1934-1937)
En janvier 1934, il est nommé Président du Conseil des ministres, l'équivalent du poste de Premier Ministre. Son prédécesseur avait été assassiné le 30 décembre 1933 par des membres fascistes de la Garde de fer. Il prête serment le 5 février 1934 à Sinaia et devient le 36e Premier Ministre roumain. Sa nomination fut l'objet de beaucoup de spéculations. Selon Pamfil Șeicaru (ro), observateur, le Roi Carol II avait nommé Richard Franasovici (en) à la tête du gouvernement mais ce dernier avait refusé, recommandant plutôt Tătărescu à la place.
Sa première mesure fut de mettre un terme au conflit avec le maire de Bucarest, Dem Dobrescu, soutenu par le Parti national paysan. Le 18 janvier 1834, il démet de ses fonctions Dobrescu. . Ses trois années à la tête du Conseil des ministres est ambivalent, d'une part, la période 1934-1937 est signe de prospérité pour la Roumanie. Elles ont été synonymes de reprise économique après la douloureuse crise de ces dernières années. D'autre part, il est accusé d'avoir contribuer à l'affaiblissement de plusieurs parties, dont le sien, pour soutenir le processus de centralisation du pouvoir menant à l'élaboration d'une dictature royale par Carol II. En 1936, l'exil du diplomate Nicolae Titulescu fait grand bruit dans le pays et Tǎtǎrescu  est largement critiqué pour ce choix autoritaire. On dit de lui que lorsque le Roi lui demande quelque chose qu'il pouvait faire, il répondait « C'est fait ! Votre Majesté », et quand le Roi lui demandait quelque chose qu'il ne pouvait pas faire, Tǎtǎrescu répondait « C'est fait ! Votre Majesté ». Le député  Alexandru Vaida-Voevod dira même de lui qu'il « rit quand le Roi rit et pleure quand le Roi est triste ! ».
Toutefois grâce à ses réformes, le gouvernement Tătărescu a protégé le développement économique du pays, y compris l'industrie nationale, a stimulé le commerce et en particulier les exportations, a encouragé l'agriculture, a amélioré les finances et le niveau de vie général s'est élevé. Des lois ont été adoptées sur l'organisation et le fonctionnement des institutions de l'État, l'organisation administrative du pays et l'administration de la justice. La capacité de défense du pays est renforcée et l'état de l'armée s'améliore. D'importantes mesures ont également été prises pour restructurer et développer l'éducation à tous les niveaux.
En 1937, il est élu comme membre honorifique à l'Académie roumaine avant de perdre son siège en 1948 après l'arrivée des communistes au pouvoir en Roumanie.

### Deuxième mandat de premier ministre (1939-1940)
Le deuxième mandat de Tătărescu est largement qualifié d'insuffisant par rapport au premier. Les avancés socio-économiques des années 1934-1937 sont bien lointains dans cette Roumanie instable et sur le point de vivre le conflit le plus meurtrier de l'histoire. De plus, le nouveau premier ministre ne bénéficie plus du soutien de son parti d'origine, le PNL, et ne parvient pas à faire adopter toutes ses réformes. Le 28 novembre 1939, soit 3 jours après sa nomination, il déclare à la radio du pays : « j'ai été appelé, par la haute confiance de Sa Majesté le Roi, au plus haut poste de responsabilité de l'État, et le gouvernement que je préside a été appelé à surmonter l'une des situations les plus difficiles de ces derniers temps ». Les autres partis roumains ont refusé catégoriquement de collaborer avec ce gouvernement, obligeant le Roi à se tourner vers les légionnaires fascistes. Les légionnaires sont libérés des camps et des prisons, et la plupart d'entre eux reprennent leur activité politique, une situation qui créera des problèmes majeurs pour la Roumanie dès 1940.
À nouveau, Tătărescu renforce l'autorité royale en publiant plusieurs décrets limitant la liberté de la presse et l'opposition. Il renforce également l'Armée après l'invasion de la Pologne en septembre 1939. Il déclare que le pays n'a pas « d'autres préoccupations que fortifier le pays » et que les « les derniers centimes doivent aller à l'armée ». En mai 1940, la Roumanie accepte de livrer son pétrole à l'Allemagne nazie en gage de non-agression. Ce choix de collaborer avec Hitler est vivement critiquer dans le pays, le Ministre des Affaires étrangères démissionnent en signe de protestation, Grigore Gafencu (en) devient alors le premier d'une longue lignée de membre du gouvernement à fuir le pays, notamment vers la France.
La chute du gouvernement Tătărescu est poussé par la cession de la Bessarabie à l'Union soviétique en juin 1940. Après avoir accepté cette partition d'une partie du pays, le Premier Ministre démissionne et le Roi Carol II abdique en faveur de son fils Michel Ier, âgé de 18 ans. Ce contexte de désordre permet à la Garde de fer de prendre le pouvoir et mener des exécutions dans tout le pays. Le 30 novembre 1940, il est conduit dans la capitale pour y être exécuté mais est sauvé par le sous-secrétaire d'Etat, Alexandre Rioșanu (ro). À la suite de cet évènement, l'ancien homme d'Etat se retire dans sa demeure de Poiana où il y rédigera une étude, Notre politique étrangère en 1943.

### Après 1944
En août 1944, Tătărescu revient dans la vie politique, soutenu par un groupe de partisans toujours fidèle à l'ex-président du Parti national libéral. Cette fois, Tătărescu prône une politique de gauche, avec des réformes sociales visant à moderniser la Roumanie dans l'après-guerre. Il souhaite également garder un contact accru avec l'URSS, convaincu que son pays rentrerait dans la sphère d'influence soviétique à la fin de la guerre. Pour mener cette politique, Tătărescu tente de réintégrer le PNL mais fait face à l'indifférence de Dinu Brătianu, alors actuel président du parti. Il décide alors d'organiser un Congrès général du parti où il est élu président du PNL, pourtant Bratianu ne reconnaît pas cette élection. Dès juillet 1945, il existe donc deux camps au sein du PNL : les soutiens de Dinu Bratianu et les soutiens de Gheorge Tătărescu. En 1945, il retourne au gouvernement, à son ancien poste de Ministre des Affaires étrangères, le Premier ministre Petru Groza ayant souligner sa clarté durant la Seconde guerre mondiale, notamment sur l'aide promis par les Alliés. En effet en septembre 1943, il déclare « la paix sera conclue grâce à la victoire de la Russie ». Bien que Tătărescu aimait l'Occident, il savait qu'aucune aide ne serait fournis à la Roumanie et que le salut du pays viendrait de l'Union soviétique. C'est notamment pour cela qu'il collabore avec le Parti Communiste roumain lorsque ce dernier arrive au pouvoir en 1944. De son côté, le gouvernement sait qu'il pourra tirer parti de cette entente avec un homme d'Etat respecté et reconnu par la population. Lucrețiu Pătrășcanu dira même de Tătărescu  qu'il « devrait être gardé » car ce dernier est un « personnage facilement manipulable ».
En août 1946, Tătărescu prend la tête de la délégation roumaine chargée de représenter les intérêts du pays lors de la Conférences de Paris. Il prend notamment la parole pour demander un assouplissement des sanctions économique sur la Roumaine sans pourtant aborder la question de l'occupation soviétique de la Roumanie ainsi que la redéfinition de ses frontières. Le 10 février 1947, il appose sa signature sur le traité et en accepte les conséquences au nom de l'Etat roumain. La veille de son départ pour Paris, il déclare que ce traité de paix « doit être considéré comme une fin et également comme un commencement. Il [le traité] met un terme à une guerre perdue et constitue le point de départ d'une nouvelle vie pour notre pays ». Plus trad, il déclarera qu'il avait été invité à refuser la signature de ce traité mais qu'il avait refusé car :

« le geste de refuser de signer me servirait à moi, pas au pays, parce que cela ne changerait rien. Les Russes continueront à rester. Je ne crois pas à une guerre entre l'Occident et le communisme. Mon devoir est de signer le traité de paix pour sauver ce qui reste de la Roumanie. À Yalta, l'Occident nous a livrés aux Russes. Ma conscience de Roumain m'ordonne de retourner dans mon pays et de souffrir avec mes compatriotes [...] Je choisis, conscient de tous les risques, de me battre pour les Roumains, pour leur liberté. »

Pourtant, la signature de ce traité sera fatale à sa carrière politique. En mai 1947, le journal Dreptatea titre « Le P.C.R. ne peut pardonner et ne pardonnera pas à M. Tătărescu l'acte publié ». Toutes ses tentatives pour sortir de cette crise seront vaines et il est remercié du gouvernement en décembre 1947 après une motion de censure à son égard du Parlement. Le 6 mai 1950, ses compagnons et lui-même sont arrêtés et emprisonnés à Sighet par le gouvernement.

#### Période de détention
Emprisonné jusqu'en décembre 1950 à la prison de Sighet, il est ensuite transféré dans la capital roumaine. Dès lors, il débute la rédaction de ses mémoires dans lesquels il retrace son parcours politique de 1912 à 1947. Ses mémoires sont un document historique dans lequel figure la plupart de ses actions politiques, à l'exception de celles qui auraient pu lui rendre sa vie de prisonnier politique plus dure. Les autorités ne trouvant de quoi l'incriminer, Tătărescu demeure en prison, sans jugement ni condamnation. Deux jours avant sa mort, à l'hôpital, il aurait déclaré à sa fille : 

Tombe familiale, au Musée d'architecture populaire de Gorj depuis 2002

« On m'a donné une vie difficile, mon enfant »

## Idéologies politiques
À Paris, lors de ces études universitaires, il fréquente des organisations socialistes et critique vivement la fraude électoral en Roumanie et la répartition du pouvoir politique qui, selon lui, serait toujours entre les mains de la Noblesse et de la bourgeoisie du pays.
Au début de sa carrière politique, avec le Parti national libéral, il soutient le libre-échange roumain et une libéralisation de l'économie de son pays. Il débat également pour donner plus de pouvoir au Roi, Carol II. Au contraire, il s'oppose à une monarchie libérale et au protectionnisme que menait l'État. Il représente alors une branche de la droite monarchiste.
Durant la Seconde guerre mondiale, il se fait remarquer comme anticommuniste convaincu en s'opposant avec véhémence face au Parti communiste roumain. Il prend notamment pour exemple le soulèvement des Tatars de Bunars, soutenu par le Komintern, pour souligner le « communisme impérialiste » et les dangers qu'il représentait pour la Roumanie. Toutefois, il collabore finalement avec le PCR lors de l'après-guerre.

## Œuvres
- Le régime électoral et parlementaire en Roumanie, Paris, 1912
- Mărturii pentru istorie [« Témoignage pour l'histoire »], Editura Enciclopedică, Bucarest 1996,  (ISBN 9734501585)